# Ctenodiscus procurator
Ctenodiscus procurator is een kamster uit de familie Ctenodiscidae.
De wetenschappelijke naam van de soort werd in 1889 gepubliceerd door Percy Sladen.